# Marie Eleonora Braniborská (1599–1655)
Marie Eleonora Braniborská (německy Maria Eleonora von Brandenburg, 11. listopadu 1599, Königsberg, dnešní Kaliningrad – 18. května 1655, Stockholm) byla rodem braniborská princezna z dynastie Hohenzollernů a jako manželka švédského krále Gustava II. Adolfa od roku 1633 švédská královna a matka švédské královny Kristiny I.

## Biografie
Marie Eleonora se narodila jako třetí dítě/druhá dcera z osmi potomků braniborského kurfiřta Jana Zikmunda a jeho manželky Anny Pruské.

### Manželství
Od útlého věku byla zaslíbena mladému švédskému králi Gustavu II. Adolfovi. Královna vdova Kristina Holštýnsko-Gottorpská hledala jako nevěstu pro svého syna protestantskou princeznu s cílem posílit Švédsko, především proti hrozbě ze strany polského krále, který se chystal Švédsko anektovat. Gustav Adolf jel do Německa v roce 1618 a 1620, kdy dostal od princezny souhlas ke sňatku.
Se zásnubami byly spojeny vážné potíže. Bratr Marie Eleonory, princ Jiří Vilém, který v roce 1619 nahradil svého otce na braniborském panovnickém stolci, nechtěl dát ke svatbě souhlas, neboť se obával roztržky ve vztazích se sousedním Polskem. Princezna Anna, matka Marie Eleonory, rozhodla odvézt ji do Wismaru, kde byla předána švédské družině.
Svatba Gustava Adolfa a Marie Eleonory se konala ve Stockholmu 25. listopadu roku 1620. O tři dny později, 28. listopadu, byla Marie Eleonora korunována královnou.
Od počátku projevovala Maie Eleonora silnou náklonnost a lásku svému manželovi a trpěla jeho neustálými vojenskými výpravami do zahraničí. Zajímala se o architekturu a hudbu, sdílíc tyto zájmy se svým manželem. Její záliba v umění i sklon k nadměrnému luxusu byly ovšem pro království velmi nákladné a znamenaly pro něj značnou zátěž.

### Potomci
Královna měla problémy udržet těhotenství. Po prvním těhotenství, jež skončilo v několika měsících potratem dcery, porodila v roce 1623 dceru Kristinu Augustu, jež však dalšího roku zemřela, v roce 1625 přišel na svět mrtvě narozený syn a konečně 7. prosince roku 1626 se narodil jediný přeživší potomek, dcera
- Kristina (18. prosince 1626 – 19. dubna 1689), budoucí královna Švédska v letech 1632–1654)

Při tažení Gustava II. Adolfa do třicetileté války se v roce 1631 královna rozhodla doprovázet ho do Německa, kde si Mohuči zřídila svůj dvůr. Při pobytu v tomto městě se dozvěděla zlou zprávu o smrti Gustava Adolfa, který padl 6. listopadu roku 1632 v bitvě u Lützenu.

### Královna vdova

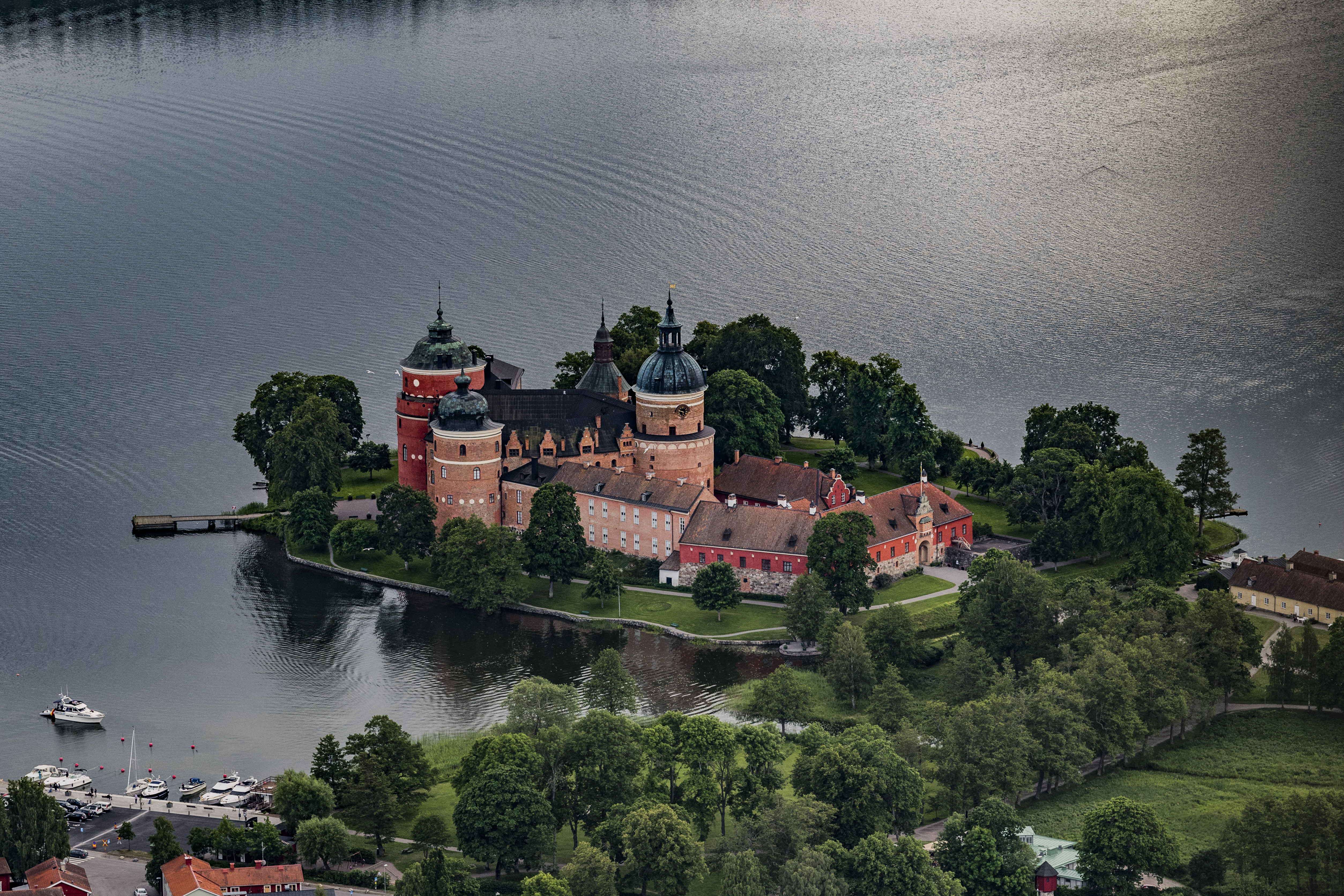
Zámek Gripsholm

Ostatky krále byly převezeny do Švédska v roce 1633 a vztahy mezi královnou vdovou a vládou začaly skřípat. Marie Eleonora v silné depresi, jež měla za následek iracionální jednání, odmítla odloučit se od těla svého manžela a několik měsíců zdržovala pohřeb. Když nakonec mohl být král pochován, vdova trávila mnoho času u hrobu.
Vláda se obávala, že emoční nestabilita Marie Eleonory bude mít vliv na mladou královnu Kristinu, a proto kancléř Axel Oxenstierna v roce 1636 rozhodl odloučit dítě od matky.
Jako královna vdova se Marie Eleonora usadila na zámku Gripsholm. Nákladný život, který vedla, vyvolal pohoršení vlády. To ve spojení s nedůvěrou v její povahu mělo za následek napjaté vztahy a další pobyt královny vdovy ve Švédsku se stal neudržitelným. Zamýšlela vrátit se do rodného Pruska, ale švédská vláda odmítla dát k tomu svolení, neboť její bratr, braniborský markrabě byl nepřítelem Švédska. Tehdy Marie Eleonora vstoupila v jednání s vládou dánského krále Kristiána IV. a rozhodla se prchnout z Gripsholmu v přestrojení za venkovanku. Po odjezdu z vesnice Trosa nastoupila na loďku, jež převezla na ostrov Gotland, kde ji vyzvedla dánská válečná loď a odvezla do Dánska.
Dánsko se stalo jejím trvalým místem pobytu; ve Švédsku byl její odchod pro nepřátelství mezi oběma zeměmi považován za zradu. Při mírové smlouvě mezi Švédskem a Braniborskem v roce 1641 vévoda Fridrich Vilém I. Braniborský, synovec Marie Eleonory, souhlasil s jejím pobytem v Prusku a Švédsko rozhodlo udělit jí důchod. V roce 1643 Marie Eleonora opustila Dánsko a odjela do Pruska, kde strávila pět let. V roce 1648 se mohla vrátit do Švédska a být svědkem korunovace své dcery Kristiny. Podle Kristinina nařízení jí byl přidělen zámek Nyköping jako sídlo. Zde přijala v roce 1654 nečekanou návštěvnu své dcery, když Kristina zřeknuvši se trůnu opustila zemi. Po této nešťastné události trávila Marie Eleonora svůj život v osamění. Její životní náklady byly zabezpečeny novým králem Karlem X. Gustavem až do její smrti, ke které došlo 18. března roku 1655 ve Stockholmu.
Její ostatky byly pohřbeny v kostele v Riddarholmen, v místě posledního odpočinku švédských králů, po boku jejího manžela Gustava II. Adolfa.

## Vývod z předků
|                            |                                     |  |                                   |                                  |  |  |  |  |  |  |  | Jáchym II. Hektor Braniborský |
|                            |                                     |  |                                   |                                  |  |  |  |  |  |  |  |                               |
|                            | Jan Jiří Braniborský                |  |                                   |                                  |  |  |  |  |  |  |  |                               |
|                            |                                     |  |                                   |                                  |  |  |  |  |  |  |  |                               |
|                            |                                     |  |                                   | Magdalena Saská                  |  |  |  |  |  |  |  |                               |
|                            |                                     |  |                                   |                                  |  |  |  |  |  |  |  |                               |
|                            | Jáchym Fridrich Braniborský         |  |                                   |                                  |  |  |  |  |  |  |  |                               |
|                            |                                     |  |                                   |                                  |  |  |  |  |  |  |  |                               |
|                            |                                     |  |                                   | Fridrich II. Lehnický            |  |  |  |  |  |  |  |                               |
|                            |                                     |  |                                   |                                  |  |  |  |  |  |  |  |                               |
|                            | Žofie Lehnická                      |  |                                   |                                  |  |  |  |  |  |  |  |                               |
|                            |                                     |  |                                   |                                  |  |  |  |  |  |  |  |                               |
|                            |                                     |  |                                   | Žofie Braniborsko-Ansbašská      |  |  |  |  |  |  |  |                               |
|                            |                                     |  |                                   |                                  |  |  |  |  |  |  |  |                               |
|                            | Jan Zikmund Braniborský             |  |                                   |                                  |  |  |  |  |  |  |  |                               |
|                            |                                     |  |                                   |                                  |  |  |  |  |  |  |  |                               |
|                            |                                     |  |                                   | Jáchym I. Braniborský            |  |  |  |  |  |  |  |                               |
|                            |                                     |  |                                   |                                  |  |  |  |  |  |  |  |                               |
|                            | Jan Braniborský                     |  |                                   |                                  |  |  |  |  |  |  |  |                               |
|                            |                                     |  |                                   |                                  |  |  |  |  |  |  |  |                               |
|                            |                                     |  |                                   | Alžběta Dánská                   |  |  |  |  |  |  |  |                               |
|                            |                                     |  |                                   |                                  |  |  |  |  |  |  |  |                               |
|                            | Kateřina Braniborsko-Küstrinská     |  |                                   |                                  |  |  |  |  |  |  |  |                               |
|                            |                                     |  |                                   |                                  |  |  |  |  |  |  |  |                               |
|                            |                                     |  |                                   | Jindřich V. Brušvicko-Lüneburský |  |  |  |  |  |  |  |                               |
|                            |                                     |  |                                   |                                  |  |  |  |  |  |  |  |                               |
|                            | Kateřina Brunšvicko-Wolfenbüttelská |  |                                   |                                  |  |  |  |  |  |  |  |                               |
|                            |                                     |  |                                   |                                  |  |  |  |  |  |  |  |                               |
|                            |                                     |  |                                   | Marie Württemberská              |  |  |  |  |  |  |  |                               |
|                            |                                     |  |                                   |                                  |  |  |  |  |  |  |  |                               |
| Marie Eleonora Braniborská |                                     |  |                                   |                                  |  |  |  |  |  |  |  |                               |
|                            |                                     |  |                                   |                                  |  |  |  |  |  |  |  |                               |
|                            |                                     |  | Fridrich I. Braniborsko-Ansbašský |                                  |  |  |  |  |  |  |  |                               |
|                            |                                     |  |                                   |                                  |  |  |  |  |  |  |  |                               |
|                            | Albrecht Braniborsko-Ansbašský      |  |                                   |                                  |  |  |  |  |  |  |  |                               |
|                            |                                     |  |                                   |                                  |  |  |  |  |  |  |  |                               |
|                            |                                     |  |                                   | Žofie Jagellonská                |  |  |  |  |  |  |  |                               |
|                            |                                     |  |                                   |                                  |  |  |  |  |  |  |  |                               |
|                            | Albrecht Fridrich Pruský            |  |                                   |                                  |  |  |  |  |  |  |  |                               |
|                            |                                     |  |                                   |                                  |  |  |  |  |  |  |  |                               |
|                            |                                     |  |                                   | Erik I. Brunšvicko-Lüneburský    |  |  |  |  |  |  |  |                               |
|                            |                                     |  |                                   |                                  |  |  |  |  |  |  |  |                               |
|                            | Anna Marie Brunšvicko-Lüneburská    |  |                                   |                                  |  |  |  |  |  |  |  |                               |
|                            |                                     |  |                                   |                                  |  |  |  |  |  |  |  |                               |
|                            |                                     |  |                                   | Alžběta Braniborská              |  |  |  |  |  |  |  |                               |
|                            |                                     |  |                                   |                                  |  |  |  |  |  |  |  |                               |
|                            | Anna Pruská                         |  |                                   |                                  |  |  |  |  |  |  |  |                               |
|                            |                                     |  |                                   |                                  |  |  |  |  |  |  |  |                               |
|                            |                                     |  |                                   | Jan III. Klevský                 |  |  |  |  |  |  |  |                               |
|                            |                                     |  |                                   |                                  |  |  |  |  |  |  |  |                               |
|                            | Vilém z Jülich-Cleves-Bergu         |  |                                   |                                  |  |  |  |  |  |  |  |                               |
|                            |                                     |  |                                   |                                  |  |  |  |  |  |  |  |                               |
|                            |                                     |  |                                   | Marie z Jülichu-Bergu            |  |  |  |  |  |  |  |                               |
|                            |                                     |  |                                   |                                  |  |  |  |  |  |  |  |                               |
|                            | Marie Eleonora Klevská              |  |                                   |                                  |  |  |  |  |  |  |  |                               |
|                            |                                     |  |                                   |                                  |  |  |  |  |  |  |  |                               |
|                            |                                     |  |                                   | Ferdinand I. Habsburský          |  |  |  |  |  |  |  |                               |
|                            |                                     |  |                                   |                                  |  |  |  |  |  |  |  |                               |
|                            | Marie Habsburská                    |  |                                   |                                  |  |  |  |  |  |  |  |                               |
|                            |                                     |  |                                   |                                  |  |  |  |  |  |  |  |                               |
|                            |                                     |  |                                   | Anna Jagellonská                 |  |  |  |  |  |  |  |                               |
|                            |                                     |  |                                   |                                  |  |  |  |  |  |  |  |                               |